# Primera ronda de la clasificación de AFC para la Copa Mundial de Fútbol de 2018 y la Copa Asiática 2019
La Primera Ronda de la Clasificación de AFC para la Copa Mundial de Fútbol de 2018 fue la etapa que determinó a los clasificados a la segunda ronda del torneo clasificatorio de la Confederación Asiática de Fútbol (AFC). Los partidos de ida se jugaron el 12 de marzo y los partidos de vuelta el 17 de marzo de 2015, con excepción del partido de vuelta entre Pakistán y Yemen que por motivos de seguridad se reprogramó para el 23 de marzo de 2015. Esta fase también hace las veces de la primera ronda de la Clasificación para la Copa Asiática 2019.

## Sorteo
El sorteo de la primera ronda se realizó el 10 de febrero de 2015 a las 15:30 hora local (UTC+8) en la sede de la AFC en Kuala Lumpur, Malasia, en el estuvieron involucrados las 12 selecciones asiáticas con el ranking FIFA más bajo correspondiente al l8 de enero de 2015. Previo al sorteo se distribuyeron a las doce selecciones en dos bombos, los equipos ubicados del puesto 35 al 40 en el bombo 1 y los equipos del 41 al 46 en el bombo 2, esto según la lista de equipos participantes.
Entre paréntesis se indica el puesto de cada selección en el ranking FIFA tomado en cuenta.
| Bombo 1 | Bombo 2                                                                                                |
| --- | --- |
| 35. India (171) 36. Sri Lanka (172) 37. Yemen (176) 38. Camboya (179) 39. China Taipéi (182) 40. Timor Oriental (185) | 41. Nepal (186) 42. Macao (186) 43. Pakistán (188) 44. Mongolia (194) 45. Brunéi (198) 46. Bután (209) |

El procedimiento del sorteo fue el siguiente:
- En primer lugar se sorteó un equipo del bombo 1 que fue emparejado con un equipo sorteado del bombo 2 para formar un enfrentamiento.
- La misma mecánica anterior se repitió hasta completar las seis llaves.
- Los equipos del bombo 1 ejercen la localía en los partidos de ida y los equipos del bombo 2 hacen lo propio en los partidos de vuelta.

La presentación de la ceremonia estuvo a cargo de Kyung-Hyun Kim, ejecutiva de la AFC, mientras que la conducción del sorteo recayó sobre el director de competencias de la AFC, Avazbek Berdikulor quien contó con la colaboración del vicesecretario general de la AFC Datuk Windsor Paul John en los bombos.

## Formato de competición
En la primera ronda inician su participación los doce equipos peor ubicados en la lista de equipos participantes, formaron 6 series de 2 equipos y se enfrentan en partidos de ida y vuelta con un sistema de eliminación directa. En cada serie, clasifica a la segunda ronda el equipo que acumule mayor puntaje en los dos partidos jugados, si ambos equipos suman igual puntaje se aplica la regla del gol de visitante para definir al ganador.

## Resultados
- Las horas indicadas corresponden al huso horario local de cada ciudad sede.

| Fechas                    | Local ida      | Resultado global | Local vuelta | Ida   | Vuelta |
| ------------------------- | -------------- | ---------------- | ------------ | ----- | ------ |
| 12 de marzo - 17 de marzo | India          | 2 – 0            | Nepal        | 2 - 0 | 0 - 0  |
| 12 de marzo - 23 de marzo | Yemen          | 3 – 1            | Pakistán     | 3 - 1 | 0 - 0  |
| 12 de marzo - 17 de marzo | Timor Oriental | 5 – 1            | Mongolia     | 4 - 1 | 1 - 0  |
| 12 de marzo - 17 de marzo | Camboya        | 4 – 1            | Macao        | 3 - 0 | 1 - 1  |
| 12 de marzo - 17 de marzo | China Taipéi   | 2 – 1            | Brunéi       | 0 - 1 | 2 - 0  |
| 12 de marzo - 17 de marzo | Sri Lanka      | 1 – 3            | Bután        | 0 - 1 | 1 - 2  |

### India - Nepal
| 12 de marzo de 2015, 19:00 (UTC+5:30) | India           | 2:0 (0:0)                | Nepal | Estadio Atlético Indira Gandhi, Guwahati                |                                                         |
|                                       | Chhetri 53' 71' | FIFA Reporte AFC Reporte |       | Asistencia: 11 200 espectadores Árbitro(s): Aziz Asimov | Asistencia: 11 200 espectadores Árbitro(s): Aziz Asimov |
| Jugador del partido: Sunil Chhetri    |                 |                          |       |                                                         |                                                         |

| 17 de marzo de 2015, 15:30 (UTC+5:45) | Nepal | 0:0                      | India | Estadio Dasarath Rangasala, Katmandú                        |                                                             |
|                                       |       | FIFA Reporte AFC Reporte |       | Asistencia: 10 500 espectadores Árbitro(s): Khamis Al Marri | Asistencia: 10 500 espectadores Árbitro(s): Khamis Al Marri |
| Jugador del partido: Sandesh Jhingan  |       |                          |       |                                                             |                                                             |

India avanzó a la segunda ronda luego de ganar la serie con un marcador global de 0-2

### Yemen - Pakistán
| 12 de marzo de 2015, 18:30 (UTC+3)        | Yemen                                    | 3:1 (1:0)                | Pakistán          | Estadio Grand Hamad, Doha (Catar)                          |                                                            |
|                                           | Al-Matari 3' · Boqshan 57' · Al Sasi 69' | FIFA Reporte AFC Reporte | Bashir 67' (pen.) | Asistencia: 300 espectadores Árbitro(s): Mohammad Abu Loum | Asistencia: 300 espectadores Árbitro(s): Mohammad Abu Loum |
| Jugador del partido: Abdulwasea Al Matari |                                          |                          |                   |                                                            |                                                            |

| 23 de marzo de 2015, 18:30 (UTC+3)        | Pakistán | 0:0                      | Yemen | Estadio Ciudad Deportiva Califa, Madinat 'Isa (Baréin) |                                                        |
|                                           |          | FIFA Reporte AFC Reporte |       | Asistencia: 2200 espectadores Árbitro(s): Ali Al Qaysi | Asistencia: 2200 espectadores Árbitro(s): Ali Al Qaysi |
| Jugador del partido: Abdulwasea Al Matari |          |                          |       |                                                        |                                                        |

Yemen avanzó a la segunda ronda luego de ganar la serie con un marcador global de 1-3

### Timor Oriental - Mongolia
| 12 de marzo de 2015, 16:00 (UTC+9) | Timor Oriental                             | 4:1 (2:0)                | Mongolia        | Estadio Nacional, Dili                                     |                                                            |
|                                    | Quito 4' 7' · Rodrigo Silva 84' · Neto 85' | FIFA Reporte AFC Reporte | Erkhembayar 87' | Asistencia: 9000 espectadores Árbitro(s): Sivakorn Pu-Udom | Asistencia: 9000 espectadores Árbitro(s): Sivakorn Pu-Udom |
| Jugador del partido: Quito         |                                            |                          |                 |                                                            |                                                            |

| 17 de marzo de 2015, 16:00 (UTC+8)   | Mongolia | 0:1 (0:1)                | Timor Oriental | Centro de Fútbol de la FFM, Ulán Bator            |                                                   |
|                                      |          | FIFA Reporte AFC Reporte | Fabiano 9'     | Asistencia: 5000 espectadores Árbitro(s): Di Wang | Asistencia: 5000 espectadores Árbitro(s): Di Wang |
| Jugador del partido: Patrick Fabiano |          |                          |                |                                                   |                                                   |

Timor Oriental avanzó a la segunda ronda luego de ganar la serie con un marcador global de 1-5

### Camboya - Macao
| 12 de marzo de 2015, 16:00 (UTC+7)  | Camboya                            | 3:0 (0:0)                | Macao | Estadio Army, Nom Pen                                 |                                                       |
|                                     | Vathanaka 64' 81' · Laboravy 90+4' | FIFA Reporte AFC Reporte |       | Asistencia: 8000 espectadores Árbitro(s): Wai Sing Ho | Asistencia: 8000 espectadores Árbitro(s): Wai Sing Ho |
| Jugador del partido: Chan Vathanaka |                                    |                          |       |                                                       |                                                       |

| 17 de marzo de 2015, 20:00 (UTC+8) | Macao            | 1:1 (0:1)                | Camboya | Estádio Campo Desportivo, Taipa                             |                                                             |
|                                    | Leong 52' (pen.) | FIFA Reporte AFC Reporte | Bin 28' | Asistencia: 1000 espectadores Árbitro(s): Yaqoob Abdul Baki | Asistencia: 1000 espectadores Árbitro(s): Yaqoob Abdul Baki |
| Jugador del partido: Ho Man Hou    |                  |                          |         |                                                             |                                                             |

Camboya avanzó a la segunda ronda luego de ganar la serie con un marcador global de 1-4

### China Taipéi - Brunéi
| 12 de marzo de 2015, 19:00 (UTC+8) | China Taipéi | 0:1 (0:1)                | Brunéi   | Estadio Nacional, Kaohsiung                               |                                                           |
|                                    |              | FIFA Reporte AFC Reporte | Said 36' | Asistencia: 6273 espectadores Árbitro(s): Rowan Arumughan | Asistencia: 6273 espectadores Árbitro(s): Rowan Arumughan |
| Jugador del partido: Chen Po-Liang |              |                          |          |                                                           |                                                           |

| 17 de marzo de 2015, 20:15 (UTC+8) | Brunéi | 0:2 (0:1)                | China Taipéi       | Estadio Nacional Sultán Hassanal Bolkiah, Bandar Seri Begawan |                                                              |
|                                    |        | FIFA Reporte AFC Reporte | Wang 37' · Chu 53' | Asistencia: 18 000 espectadores Árbitro(s): Turki Alkhudhayr  | Asistencia: 18 000 espectadores Árbitro(s): Turki Alkhudhayr |
| Jugador del partido: Wang Ruei     |        |                          |                    |                                                               |                                                              |

China Taipéi avanzó a la segunda ronda luego de ganar la serie con un marcador global de 1-2

### Sri Lanka - Bután
| 12 de marzo de 2015, 15:00 (UTC+5:30) | Sri Lanka | 0:1 (0:0)                | Bután        | Estadio Sugathadasa, Colombo                      |                                                   |
|                                       |           | FIFA Reporte AFC Reporte | T. Dorji 84' | Asistencia: 3500 espectadores Árbitro(s): Ming Fu | Asistencia: 3500 espectadores Árbitro(s): Ming Fu |
| Jugador del partido: Tshering Dorji   |           |                          |              |                                                   |                                                   |

| 17 de marzo de 2015, 16:00 (UTC+6)     | Bután               | 2:1 (1:1)                | Sri Lanka    | Estadio Changlimithang, Timbu                              |                                                            |
|                                        | C. Gyeltshen 5' 90' | FIFA Reporte AFC Reporte | Madushan 34' | Asistencia: 15 000 espectadores Árbitro(s): Marai Al Awaji | Asistencia: 15 000 espectadores Árbitro(s): Marai Al Awaji |
| Jugador del partido: Chencho Gyeltshen |                     |                          |              |                                                            |                                                            |

Bután avanzó a la segunda ronda luego de ganar la serie con un marcador global de 3-1